# Пещеры Падалин
Падалин  (бирм. ဗဒလင်းဂူ, бадалин-гу) — пещерный комплекс, находящийся на территории округа Таунджи южного Шан (Мьянма). С 4 октября 1996 года находятся в листе ожидания ЮНЕСКО для включения их в статус объектов Всемирного наследия.

## Описание
Падалин — две известняковые пещеры. Первое упоминание приходится на 1937 год, затем в 1960 году геолог У Хин Мон Чжа обнаружил в них наскальные рисунки. Более детальное обследование пещер проходило с 1969 по 1972 годы. Были найдены куски древесного угля, датированного примерно 13 000 лет до н. э. Также при раскопках обнаружены многочисленные каменные орудия и кости животных. Большое количество незавершенных предметов показывает, что пещера использовалась в качестве мастерской для каменных орудий. На стенах и потолке присутствуют 14 наскальных картин, нарисованных красной охрой (животные и люди, символические знаки). Найденные артефакты в пещере, свидетельствует о периоде между палеолитом и неолитом.